# NSムラ
NŠムラ（Nogometna šola Mura）は、スロベニアのムルスカ・ソボタをホームタウンとするサッカークラブである。

## 歴史
1924年8月16日にムルスカ・ソボタでポムリェ地方最初のスポーツクラブとしてムラ (Mura) が創設され、その中にサッカー部門も存在した。同年8月31日に最初の試合のSKマリボルとの親善試合が行われ、6-9で敗れた。
第二次世界大戦中はハンガリーのクラブが参加したセーケシュフェヘールヴァールのリーグに参加した。
1953年にソボタ (Sobota) に改称された。
1955-56シーズンに大会の再編が行われ、ソボタはクロアチア＝スロベニア・リーグに参加したが、3年後に廃止され、スロベニアのリーグに再加入した。
1965年にムラに改称された。
1968年にユーゴスラビア・ドルガ・リーガ・西地域に昇格したが、13位に終わり降格した。1970-71シーズンにドルガ・リーガに復帰して4シーズン連続で所属した。1975年にスロベニアのカップで初優勝した。
1991年にユーゴスラビア崩壊後最初の全国リーグ (1.SNL) が創立され、オリジナルメンバー21チームの一つとして参加した。1995年にスロベニア・カップで優勝して独立後最初のタイトルを獲得した。
クラブは財政問題などにより、2005-06シーズンの1.SNLのライセンスを取得できなかったため、NKムラの後継クラブとなるNDムラ05が新しく創設され、3.SNLに参加した。最初の2005-06シーズンに3.SNLで1位になり、2.SNLに昇格した。
2010-11シーズンに2.SNLで4位になり、1.SNLに昇格した。優勝したアルミニイ、2位のインテルブロック・リュブリャナ、3位のドラヴィニャは1.SNLへの昇格を辞退した。
2011-12シーズンに3位になり、UEFAヨーロッパリーグ 2012-13出場権を獲得した。UEFAヨーロッパリーグではFKバクー、CSKAソフィア、アルセナル・キエフに勝利したが、ラツィオに敗れてグループステージ進出を逃した。2012-13シーズンは1.SNLに参加したが、2013-14シーズンのライセンスを取得できず、2013年に解散した。
2012年5月に若手選手に機会を与える目的でNŠムラ05 (Nogometna šola Mura 05) が創設された。2013年にNDムラ05が解散後、2013-14シーズンは主に若手選手で構成され、NŠムラの名前でMNZムルスカ・ソボタ（ムルスカ・ソボタ市サッカー連盟）に登録、1. MNLムルスカ・ソボタに参加した。最初の公式戦は2013年8月25日に行われ、GMTボゴイナと0-0で引き分けた。最終的に優勝したセルディツァに次ぐ2位になり、3.SNL・東地域に昇格した。
2014-15シーズンに3.SNL・東地域で4位、2015-16シーズンに優勝したベルティンツィに次ぐ2位の成績を残した。2016-17シーズンに2位になり、2.SNLに昇格した。2017-18シーズンに2.SNLで優勝して5年ぶりに1.SNLに復帰した。
2018-19シーズンに1.SNLで4位になり、UEFAヨーロッパリーグ 2019-20出場権を獲得した。UEFAヨーロッパリーグでは予選1回戦でイスラエルのマッカビ・ハイファと対戦したが、0-2、2-3で敗退した。
2019-20シーズンにスロベニア・カップ初優勝を果たした。
2020-21シーズンには最終節で首位のNKマリボルをアウェーで破り逆転優勝を成し遂げた。勝ち点では並んでいたが、直接対決の結果が反映されるため（マリボルに対し2勝1分1敗) 初優勝が決まった。

## 獲得タイトル

### 国内タイトル
- 1.SNL：1回
  - 2020-21
- 2.SNL：回
  - 2017-18
- スロベニア・カップ：1回
  - 2019-20

### 国際タイトル
- なし

## 過去の成績
| シーズン | ディビジョン | ディビジョン | ディビジョン | ディビジョン | ディビジョン | ディビジョン | ディビジョン | ディビジョン | ディビジョン | スロベニア・カップ |
| シーズン | リーグ       | 試           | 勝           | 分           | 敗           | 得           | 失           | 点           | 順位         | スロベニア・カップ |
| -------- | ------------ | ------------ | ------------ | ------------ | ------------ | ------------ | ------------ | ------------ | ------------ | ------------------ |
| 2017-18  | 2.SNL        | 30           | 23           | 3            | 4            | 86           | 22           | 72           | 1位          | 準々決勝敗退       |
| 2018-19  | 1.SNL        | 36           | 13           | 13           | 10           | 52           | 36           | 52           | 4位          | 準決勝敗退         |
| 2019-20  | 1.SNL        | 36           | 14           | 14           | 8            | 54           | 42           | 56           | 4位          | 優勝               |
| 2020-21  | 1.SNL        | 36           | 17           | 12           | 7            | 50           | 26           | 63           | 1位          | ベスト16           |
| 2021-22  | 1.SNL        | 36           | 15           | 12           | 9            | 57           | 50           | 57           | 4位          | 準々決勝敗退       |
| 2022-23  | 1.SNL        | 36           |              |              |              |              |              |              | 位           |                    |

## 欧州の成績
| シーズン | 大会                               | ラウンド   | 対戦相手                             | ホーム | アウェー | 合計    |  |
| -------- | ---------------------------------- | ---------- | ------------------------------------ | ------ | -------- | ------- |  |
| 2019-20  | UEFAヨーロッパリーグ               | 予選1回戦  | マッカビ・ハイファ                   | 2-3    | 0-2      | 2-5     |  |
| 2020-21  | UEFAヨーロッパリーグ               | 予選1回戦  | ノーメ・カリュ                       | N/A    | 4-0      | N/A     |  |
| 2020-21  | UEFAヨーロッパリーグ               | 予選2回戦  | AGF                                  | 3-0    | N/A      | N/A     |  |
| 2020-21  | UEFAヨーロッパリーグ               | 予選3回戦  | PSV                                  | 1-5    | N/A      | N/A     |  |
| 2021-22  | UEFAチャンピオンズリーグ           | 予選1回戦  | シュケンディヤ                       | 5-0    | 1-0      | 6-0     |  |
| 2021-22  | UEFAチャンピオンズリーグ           | 予選2回戦  | ルドゴレツ・ラズグラド               | 0-0    | 1-3      | 1-3     |  |
| 2021-22  | UEFAヨーロッパリーグ               | 予選3回戦  | ジャルギリス                         | 0-0    | 1-0      | 1-0     |  |
| 2021-22  | UEFAヨーロッパリーグ               | プレーオフ | シュトゥルム・グラーツ               | 1-3    | 0-2      | 1-5     |  |
| 2021-22  | UEFAヨーロッパカンファレンスリーグ | グループG  | フィテッセ                           | 0-2    | 1-3      | 4位     |  |
| 2021-22  | UEFAヨーロッパカンファレンスリーグ | グループG  | トッテナム                           | 2-1    | 1-5      | 4位     |  |
| 2021-22  | UEFAヨーロッパカンファレンスリーグ | グループG  | レンヌ                               | 1-2    | 0-1      | 4位     |  |
| 2022-23  | UEFAヨーロッパカンファレンスリーグ | 予選1回戦  | スフントゥル・ゲオルゲ・スルチェニ   | 2-1    | 2-1      | 4-2     |  |
| 2022-23  | UEFAヨーロッパカンファレンスリーグ | 予選2回戦  | セント・パトリックス・アスレティック | 0-0    | 1-1      | 1-1 (a) |  |

## 現所属メンバー
2022年7月5日 現在
注：選手の国籍表記はFIFAの定めた代表資格ルールに基づく。
| No. | Pos. |                          | 選手名                 |
| --- | ---- | ------------------------ | ---------------------- |
| 1   | GK   | スロベニア               | クレメン・ミヘラク     |
| 2   | FW   | スロベニア               | カイ・ツィポト         |
| 3   | DF   | スロベニア               | クレメン・プツコ       |
| 4   | DF   | スロベニア               | グレゴル・バラジツ     |
| 6   | DF   | ボスニア・ヘルツェゴビナ | アマル・ベガノヴィッチ |
| 7   | MF   | スロベニア               | アレン・コザル         |
| 8   | MF   | クロアチア               | ルカ・ボビチャネツ     |
| 9   | MF   | スロベニア               | マティツ・マルシュコ   |
| 11  | MF   | スロベニア               | ジガ・コウス           |
| 13  | DF   | クロアチア               | マリン・カラマルコ     |
| 14  | MF   | スロベニア               | ニク・ロルベク         |
| 17  | FW   | クロアチア               | ヨシップ・マイッチ     |
| 18  | DF   | スロベニア               | ヴィト・シュトラクル   |
| 19  | FW   | コソボ                   | ミルリンド・ダク       |

| No. | Pos. |              | 選手名                     |
| --- | ---- | ------------ | -------------------------- |
| 21  | DF   | スロベニア   | ミハ・コムパン・ブレズニク |
| 23  | DF   | スロベニア   | ヤン・ジャポ               |
| 24  | MF   | スロベニア   | ティオ・ツィポト           |
| 28  | GK   | スロベニア   | ヴィド・シュメニャク       |
| 30  | MF   | クロアチア   | マルティン・シュロレル     |
| 31  | DF   | スロベニア   | スルジャン・クズミッチ     |
| 32  | MF   | トーゴ       | サムソンディン・アウロ     |
| 44  | DF   | スロベニア   | タリク・バゴラ             |
| 47  | FW   | クロアチア   | ミハエル・クレパッチ       |
| 69  | GK   | クロアチア   | マトコ・オブラドヴィッチ   |
| 70  | DF   | クロアチア   | ダリック・コビー・モーリス |
| 80  | FW   | セルビア     | ニコラ・ペトコヴィッチ     |
| 99  | FW   | オーストリア | ダルダン・シャバンハジャイ |

## 歴代監督
- アンテ・シムンザ 2017-2021

## 歴代所属選手
- ケヴィン・ジジェク 2019-2021
- スタニシャ・マンディッチ 2020-